# منطقه سیناسینا-یونگ گوموگل
منطقه سیناسینا-یونگ گوموگل یکی از منطقه های استان چیمبو واقع در کشور پاپوآ گینه نو می باشد. مرکز این منطقه یونگ گوموگل است. این منطقه خود از ۳ فرمانداری محلی تشکیل می گردد که هر فرمانداری به منظور سهولت در امر آمارگیری خود به چند بخش تقسیم می شود. طبق سرشماری سال ۲۰۰۰ میلادی این منطقه ۳۷٬۶۷۶ نفر جمعیت داشته است.

## تقسیمات
این منطقه دارای ۳ فرمانداری محلی است که هر ۳ فرمانداری محلی روستایی می باشند و اسامی آنها به شرح زیر است:
- فرمانداری محلی روستایی سیناسینا
- فرمانداری محلی روستایی سووائی
- فرمانداری محلی روستایی یونگ گوموگ